# Базисный набор
Базисный набор — набор функций, который используется для построения молекулярных орбиталей, которые представляются как линейная комбинация функций этого набора с определёнными весами или коэффициентами. Обычно этими функциями являются атомные орбитали, центрированные на атомах, хотя иногда функции центрируют на связях, на половинах p-орбитали и т. п.

## Введение
В современной вычислительной химии квантово-химические расчёты обычно производятся с конечным набором базисных функций. В этом случае волновые функции представляются в виде векторов в выбранном функциональном базисе, т. о. координаты вектора волновой функции представляют собой коэффициенты линейной комбинации базисных функций, аппроксимирующей волновую функцию. Операторы в этом случае представляют собой матрицы в этом конечном базисе. В данной статье понятия атомной орбитали и базисной функции подразумеваются взаимозаменяемыми, хотя стоит заметить, что базисные функции обычно не соответствуют в точности атомным орбиталям, за исключением водородоподобных атомов, из-за аппроксимирующего и упрощенного характера аналитических функций, их описывающих. При расширении конечного базисного набора до бесконечного полного набора базисных функций, расчёты, использующие такой базис, достигают определённого предела точности.
При осуществлении квантово-химических расчётов обычно используют базис, состоящий из конечного числа атомных орбиталей, центрированных на каждом атомном ядре, входящем в состав молекулы. Изначально в качестве атомных орбиталей использовались орбитали слэтеровского типа (STO, Slater-type orbitals, (1)), радиальная компонента которых экспоненциально убывает при удалении от ядра, на котором данная орбиталь центрирована. В 1950 году было показано Фрэнком Бойзом, что слэтеровские орбитали могут быть представлены как линейная комбинация орбиталей гауссова типа, радиальная часть которых задаётся в виде гауссова распределения. Базис орбиталей гауссова типа (GTO, Gaussian-type orbitals, (2)) более удобен в расчётах ряда интегралов, поэтому в настоящее время базисы, состоящие из орбиталей слетеровского типа, используются в квантовой химии достаточно редко, в основном при расчёте двухатомных и небольших линейных трёхатомных молекул.
{\displaystyle R_{n}=r^{k_{n}}e^{-\zeta _{n}r}\qquad (1)}
{\displaystyle R_{n}=r^{k_{n}}e^{-\zeta _{n}r^{2}}\qquad (2)}
Сейчас существуют сотни базисов, собранных из орбиталей гауссова типа, самые маленькие из них (минимальные базисные наборы) состоят из минимального набора базисных функций, необходимого для представления всех электронов на каждом из атомов молекулы. Самые крупные базисы содержат по несколько сотен базисных функций для каждого атома молекулы.
Минимальный базисный набор содержит (для каждого атома молекулы) по одной базисной функции для каждой хартри-фоковской орбитали, рассчитанной для свободного атома. К примеру, для атомов элементов второй строчки таблицы Менделеева (Li-Ne) выделяется в базисе по пять функций (2 s-орбитали и 3 p-орбитали).
Наиболее часто встречающееся дополнение к стандартному базисному набору — поляризационные функции, обозначаемые (в базисах, разработанных Поуплом) с помощью астериска, *, в названии базиса. Два астериска, **, говорят о том, что поляризационные функции добавлены и для лёгких атомов (H и He). Поляризационные функции позволяют учитывать поляризацию орбиталей в молекуле, которая объясняется влиянием более низкого по симметрии окружения из других атомов: так для атома водорода минимальный базис включает только сферическую 1s-орбиталь, к которой в этом случае добавляются поляризационные функции более низкой симметрии — p-орбитали.
Часто к базисам также добавляют т. н. диффузионные функции, помечаемые в названии базиса знаком +, два плюса (++) обозначают тот факт, что диффузионные функции добавлены и для лёгких атомов (H и He). Диффузионные функции характеризуются очень малым значением параметра дзета, ζ.
Другой класс дополнительных базисных функций — связевые базисные функции, центрированные, как правило, на некоторой точке отрезка, соединяющего два атома).
Ещё одним способом улучшения аппроксимации молекулярных орбиталей базисными функциями является представление радиальной части базисных функций в виде суперпозиции нескольких (обычно двух или трёх) экспоненциальных функций (3). Такие базисы называют соответственно двух- или трёхэкспоненциальными, или, по-английски, double-zeta, triples-zeta.
{\displaystyle R=c_{1}r^{k_{1}}e^{-\zeta _{1}r^{2}}+c_{2}r^{k_{2}}e^{-\zeta _{2}r^{2}}\qquad (3)}

## Минимальные базисные наборы
Наиболее часто используются базисы STO-nG, где n — целое число, обозначающее количество простых гауссовых функций, включённых в одну базисную функцию. В этих базисах одинаковое число гауссовых функций описывает основные и валентные орбитали. Такие базисы дают весьма грубые результаты, недостаточные для серьёзных научных расчётов, однако расчёты с применением таких базисов осуществляются значительно быстрее, нежели расчёты с более полными базисами. Наиболее часто используемые минимальные базисы:
- STO-3G
- STO-3G* — версия STO-3G с поляризационными функциями
- STO-4G
- STO-6G

## Валентно-расщеплённые базисные наборы
При образовании химической связи, как правило, т. н. валентный электрон играет особую роль. Поэтому в продвинутых базисных наборах валентные орбитали описываются несколькими базисными функциями (которые, в свою очередь, могут описываться несколькими гауссовыми функциями). Т. о. базисы, в которых все валентные орбитали описываются более чем одной базисной функцией, называются валентно-расщеплёнными базисами, или валентными double, triple, или quadruple-zeta-базисами.

## Базисы Попла
Название валентно-расщеплённых базисных наборов, созданных группой Джона Попла, выглядит обычно как X-YZg. Здесь X обозначает количество простых гауссовых функций, входящих в состав базисной функции атомной орбитали. Y и Z показывают, что валентные орбитали состоят из двух базисных функций каждая: первая из которых представляет собой линейную комбинацию Y простых гауссовых функций, а вторая — Z простых гауссовых функций. То есть две цифры после дефиса подразумевают, что данный базис является валентно-расщеплённым, double-zeta. Если после дефиса стоит три или четыре цифры, то базис, соответственно, будет triple-, quadruple-zeta. Чаще всего используют следующие базисы Поупла:
- 3-21g
- 3-21g* — с поляризационными функциями
- 3-21+g — с диффузионными функциями
- 3-21+g* — с поляризационными и диффузионными функциями
- 4-21G
- 4-31G
- 6-31g
- 6-31g*
- 6-31+g*
- 6-31g (3df, 3pd)
- 6-311g
- 6-311g*
- 6-311+g*